# Holt (Worcestershire)
Pour les articles homonymes, voir Holt.
Holt est une paroisse civile et un village du Worcestershire, en Angleterre.